# Proseč nad Nisou (železniční zastávka)
Proseč nad Nisou je železniční zastávka v Liberci mezi zastávkami Vratislavice nad Nisou kyselka a Jablonec nad Nisou dolní nádraží. Zastávkou prochází jednokolejná neelektrizovaná železniční trať Liberec–Harrachov. Zastávka je zařazena do integrovaného dopravního systému IDOL. Leží v nadmořské výšce 390 m n. m. Nachází se sice v blízkosti zástavby Proseče nad Nisou, ale na území Liberce.

## Historie
Zastávka byla uvedena do provozu 25. listopadu 1888 a nesla německý název Proschwitz do konce 1. světové války, tedy do roku 1918. Vlastnily ji tehdy Süd-Norddeutche Verbindungsbahn (SNDVB). Zastávka zprvu sloužila i jako nákladiště s vlastní pokladnou na prodej jízdenek. Poté ale byla většina kolejí snesena a pokladna uzavřena. Po válce byla zastávka přejmenována na český název, avšak německý se uváděl v závorce Prošovice (Proschwitz). Tento název vydržel jen do roku 1922, kdy byl německý název úplně odstraněn a zastávka se tedy jmenovala Prošovice. Za 2. světové války, tedy v letech 1938–1945 se zastávka jmenovala Proschwitz (Neisse). Po ukončení války se zastávka přejmenovala na současný název Proseč nad Nisou.

## Budoucí plány

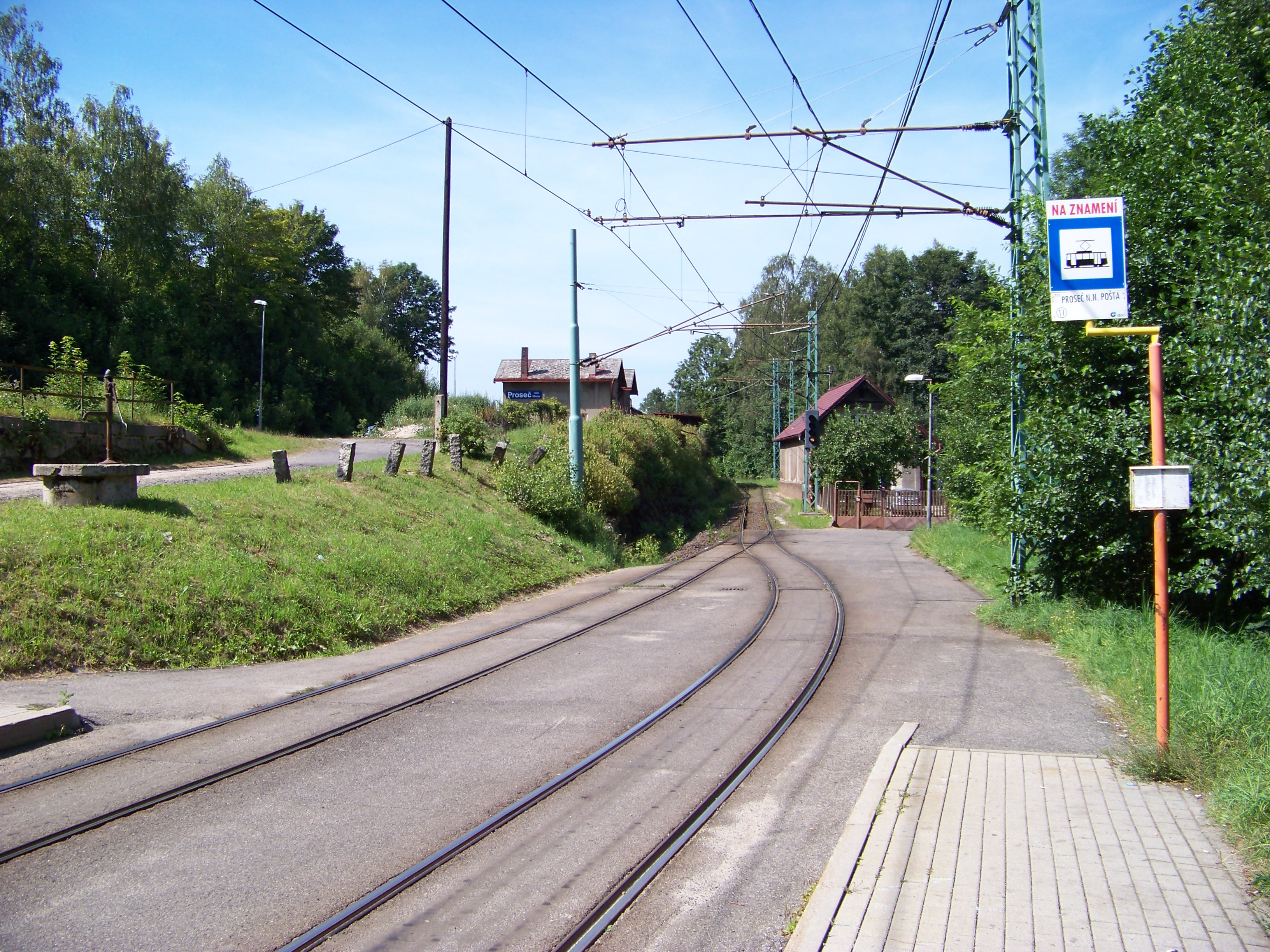
Tramvajová zastávka Proseč nad Nisou, pošta - návazná tramvajová doprava. Má být sloučena se zastávkou Proseč.

Do roku 2023 se počítá s tím, že nádražní budova bude zbouraná, a to v důsledku společné zastávky tramvajové a vlakové trati. Tramvajovou trať Liberec-Jablonec čeká modernizace, v níž dojde ke změně rozchodu kolejnic z úzkého rozchodu 1000 mm na normálněrozchodnou 1435 mm a zároveň ke změnám vedení trasy. Trať tedy bude stoupat do prostoru zastávky Proseč nad Nisou. Tam se plánuje vybudovat nástupiště nové tramvajové výhybny ve stejné úrovni s nástupištěm železniční zastávky. Nedaleko železničního přejezdu u zastávky bude tramvajová i železniční trať kryta jedněmi závorami. Má tak zaniknout současná tramvajová výhybna Proseč.

## Doprava
Zastávku obsluhují všechny osobní vlaky linky L1 (Liberec – Tanvald – Harrachov – Szklarska Poręba Górna) na znamení. Do rekonstrukce roku 2015 vlaky zastávku neobsluhovaly.

## Cestující

### Odbavení cestujících
Zastávka nezajišťuje odbavení, odbavení cestujících se provádí ve vlaku.

### Přístup
Přístup do budovy stanice (včetně přístřešku před povětrnostními vlivy) není bezbariérový. Bezbariérový přístup není na žádné nástupiště (dle ČSN 73 4959).